# 馬爾特尼夫卡 (奧赫特爾卡區)
50°26′35″N 34°42′35″E / 50.44306°N 34.70972°E
马尔特尼夫卡（烏克蘭語：Мартинівка）是位於烏克蘭東北部的村莊，由蘇梅州奥赫蒂尔卡区的特羅斯佳內茨市鎮負責管轄。該村處於奧列什尼亞河畔，距離佐洛塔里夫卡1公里，海拔高度122米，2001年人口906。